# 지옥의 링
《지옥의 링》(Percy And Thunder)은 미국에서 제작된 이반 딕슨 감독의 1993년 드라마 영화이다. 글로리아 포스터 등이 주연으로 출연하였고 리앤 무어 등이 제작에 참여하였다. 1993년 9월 7일 TNT를 통해 초연되었다.

## 출연

### 주연
- 글로리아 포스터
- 제임스 얼 존스
- 제이키스 모케
- 글로리아 루벤
- 코트니 B. 반스
- 빌리 디 윌리엄스
- 로버트 월

### 조연
- 로이드 바티스타
- 존 카포디스
- 토니 콕스
- 헨리 대로우
- 안토니오 파가스
- 믹 E. 존스
- 키티 레스터
- 펠톤 페리
- 존 플레쉐트
- 조안 프링글
- 로비 로빈슨
- 딕 안소니 윌리엄스
- 치노 패츠 윌리엄스
- 할 윌리엄스

## 기타
- 공동제작: 스티븐 J. 브랜드먼
- 협력프로듀서: 마크 F. 카플란
- 미술: 필립 피터스
- 의상: 베티 페카 매든
- 배역: 리자 브라몬 가르시아
- 배역: 주엘 베스트롭